# Marianische Initiative – Pater Kolbe

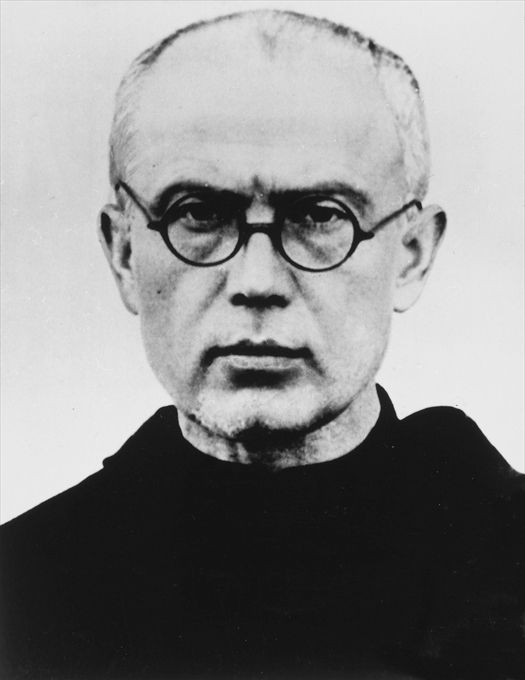
Maximilian Kolbe, 1939

Die Marianische Initiative – Pater Kolbe, gegründet als Militia Immaculatae (M.I.), deutsch Soldaten der Unbefleckten oder Miliz der Unbefleckten (Empfängnis), ist ein vom Päpstlichen Rat für die Laien als geistliche Gemeinschaft von Laien anerkannter internationaler Verein von Gläubigen in der römisch-katholischen Kirche. Sie wurde 1917 vom 1941 im KZ Auschwitz ermordeten und 1982 von Papst Johannes Paul II. als Märtyrer heiliggesprochenen Pater Maximilian Kolbe, einem  Franziskaner-Minoriten, gegründet. Heute zählt die Initiative mehr als drei Millionen Mitglieder in 48 Ländern.

## Geschichte
Die Freimaurer feierten 1917 in Rom ihren 200. Geburtstag und brachten auf dem Petersplatz lautstark ihren Protest gegen Papst Benedikt XV. (1914–1922) und die römisch-katholische Kirche zum Ausdruck. Ein weiterer historischer Höhepunkt in diesem Jahr war der Beginn der Oktoberrevolution in Russland. Ebenfalls in diesem Jahr soll sich in Fátima (Portugal) die Mutter Gottes gezeigt haben.

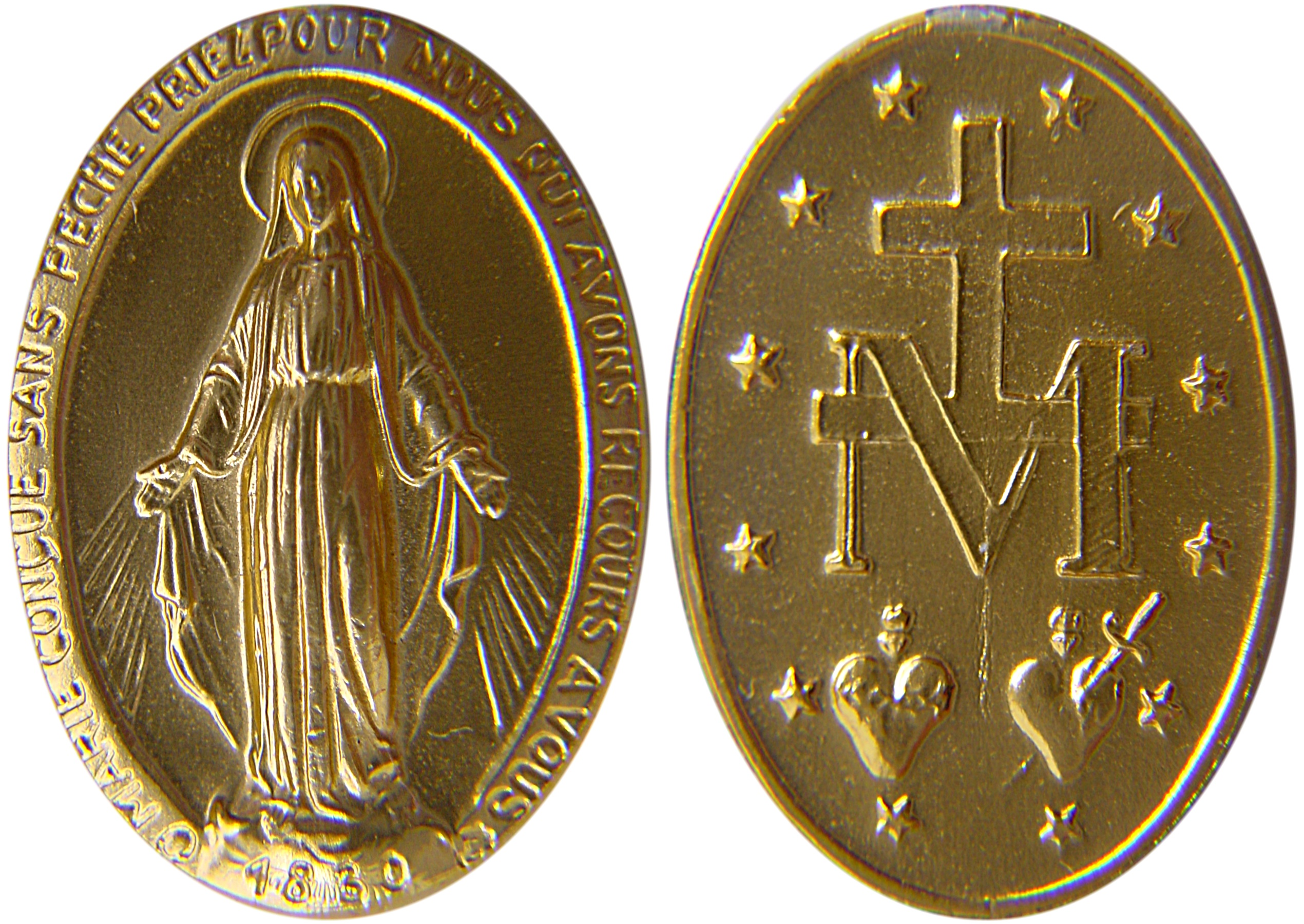
Die Wundertätige Medaille

Zum Zeitpunkt dieser geschichtlichen und religiösen Ereignisse studierte der junge polnische Franziskanerbruder Maximilian Maria Kolbe (Minorit)  (1894–1941) an der Päpstlichen Universität Gregoriana in Rom Theologie. Der damalige Student glaubte an die Macht der Heiligen Schrift, an das Dogma der Unbefleckten Empfängnis und sah in den Erscheinungen Unserer Lieben Frau in Lourdes (Frankreich) ein Zeichen zur Abwehr gegen den Unglauben. Daraus entwickelt Kolbe den Gedanken eine „Ritterschaft der Unbefleckten“ zu gründen. Als Erkennungszeichen wählte er die „Wundertätige Medaille“ und gründete am 16. Oktober 1917 – drei Tage nach der Marienerscheinung in Fatima – mit sechs weiteren Franziskanerbrüdern die „Militia Immaculatae“. 1922 wurde sie als „Pia unio“ anerkannt, mit dem päpstlichen Breve vom 18. Dezember 1926 gewährte Papst Pius XI. (1922–1939) Ablässe und Privilegien und erhob die Organisation mit dem Breve „Die XVIII mensis Decembris“ zur „Pia unio Primaria“. Diese Erhebung bedeutete, dass die M.I. überall Filialen gründen darf, gleichzeitig wurde sie unter die Jurisdiktion des Generalministers der Minoriten gestellt und breitete sich danach in mehreren Ländern aus. Am 16. Oktober 1997 wurde die „Militia Immaculatae“ vom Päpstlichen Rat für die Laien als ein internationaler Verein von Gläubigen päpstlichen Rechts anerkannt und in das Register aufgenommen.

## Selbstverständnis
Nach der Gründungsidee Maximilian Kolbes ist die Militia Immaculatae eine geistige Armee, die im Dienst der Unbefleckten Gottesmutter einen Kampf zur Rettung der Seelen führt. Die von Kolbe handschriftlich auf Latein verfassten ursprünglichen Statuten lauten übersetzt:

„‚Sie wird dir das Haupt zertreten.‘  (Gen 3,15 )  ‚Du allein hast alle Häresien auf der ganzen Welt besiegt.‘ (aus dem röm. Brevier)
I. Ziel: Sich bemühen um die Bekehrung der Sünder, Häretiker, Schismatiker, Juden etc., besonders der Freimaurer; und um die Heiligung aller unter dem Schutz und durch die Vermittlung der Unbefleckten Jungfrau.
II. Bedingungen: 1. Hingabe seiner selbst an die Unbefleckte Jungfrau Maria, als Instrument in Ihren Unbefleckten Händen. 2. Das Tragen der Wundertätigen Medaille.
III. Mittel: 1. Wenn möglich, wenigstens ein Mal täglich die folgende Anrufung beten: ‚O Maria, ohne Sünde empfangen, bitte für uns, die wir unsere Zuflucht zu Dir nehmen, und für alle, die ihre Zuflucht nicht zu Dir nehmen, besonders für die Freimaurer und für alle Dir Anempfohlenen.‘ 2. Alle legitimen Mittel benützen im Maße des Möglichen, gemäß der Verschiedenheit des Lebensstandes, der Lebensbedingungen und Umstände eines jeden, und dies mit Eifer und Klugheit. Vor allem aber die Verbreitung der Wundertätigen Medaille.
N.B. Diese Mittel sind nur empfohlen als Ratschläge und nicht als Verpflichtung, keines verpflichtet unter Sünde, nicht einmal einer lässlichen. Unser Hauptbeweggrund besteht darin, dass die größtmögliche Anzahl von Seelen sich mit dem hl. Herzen Jesu vereinige durch die Mittlerschaft der Immaculata.“

### Geistigkeit
Pater Kolbe verstand die MI als „eine globale Vision katholischen Lebens in neuer Form, bestehend in der Verbundenheit mit der Immaculata, unserer universalen Mittlerin bei Jesus“… Angelpunkt der Spiritualität und geistlichen Form der Marianischen Initiative ist die Weihe an Maria, die er als eine „Umformung in sie“: ein Stil christlichen Lebens, der die äußeren Konsequenzen der Liebe in die Tat umsetzt, versteht. Aus diesen geistigen Ansätzen entwickelten sich drei Grundideen: die Immaculata (Unbefleckte), die Liebe (Nächstenliebe) und die Sendung (Mission).

## Organisation und Verbreitung
Nach dem Ende des Ersten Weltkrieges gründete die MI ein Missionszentrum in Niepokalanów bei Warschau (Polen) und weitete ihren Wirkungsbereich in 48 unterschiedliche Länder (Afrika, Asien, Europa, Nordamerika, Ozeanien und Südamerika) aus. Aus organisatorischer Sicht ist die M.I. ein einheitlicher Verein und umfasst die „Kleinen Ritter der Immaculata“, die „Jugendbewegung Immaculata“ und die „Erwachsenen“. Strukturell ist die Initiative in drei Grade aufgeteilt:
- 1. In der Bewegung ohne straffe Organisation wirken die Einzelmitglieder im geistigen Sinne der M.I.;

- 2. In dieser Bewegung sind Einzelmitgliedschaften und Ritter zu Gruppen zusammengefasst. Sie arbeiten nach den offiziellen Vereinsprogrammen;

- 3. Der höchste Grad ist die Bewegung der Ritter, sie versehen ihren Dienst in bedingungsloser und geweihter Hingabe zur Heiligen Mutter Gottes der Unbefleckten. Sie arbeiten im missionarischen Bereich, in Pfarrgemeinden,[6] in apostolischen Gemeinschaften und in franziskanischen Einrichtungen. Darüber hinaus sind die „Ritter“ in Leitungs- und Missionszentren tätig.

Ihren internationalen Hauptsitz unterhält die MI in Rom, größere Zentren sind in Polen, Brasilien und den Vereinigten Staaten. In einigen Ländern ist die Militia Immaculatae organisatorisch und geistlich mit der Priesterbruderschaft St. Pius X. verbunden  und benutzt organisatorisch deren Strukturen und Medien.